# 金溪镇 (重庆市)
金溪镇，是中华人民共和国重庆市黔江区下辖的一个乡镇级行政单位。

## 行政区划
金溪镇下辖以下地区：
金溪社区、长春村、望岭村、清水村、岔河村、山坳村、桃坪村和平溪村。